# Begonia dioica
Espèce
Synonymes
- Begonia amoena Wall. ex A. DC.[2]
- Begonia amoena Wall. ex A.DC.[1]
- Begonia tenella D.Don[1]

Begonia dioica est une espèce de plantes de la famille des Begoniaceae. Ce bégonia est originaire d' Asie. L'espèce fait partie de la section Diploclinium. Elle a été décrite en 1825 par David Don (1799-1841), à la suite des travaux de Francis Buchanan-Hamilton (1762-1829). L'épithète spécifique dioica signifie « dioïque », en référence au fait qu'il s'agit d'une plante dont les organes mâles sont sur une plante et les organes femelle sur une autre. 

## Répartition géographique
Cette espèce est originaire des pays suivants : Bhoutan ; Inde ; Népal.